# František Vyčichlo
František Vyčichlo (22. dubna 1905 Pardubice – 6. ledna 1958 Praha) byl český matematik a pedagog.

## Životopis
Po maturitě na pardubické reálce v roce 1923 nastoupil na Přírodovědeckou fakultu Univerzity Karlovy a České vysoké učení technické v Praze. Roku 1928 dostal aprobaci pro výuku matematiky a deskriptivní geometrie pro střední školy. V roce 1929 obdržel titul doktora přírodních věd za vědeckou práci Kleinův souřadný systém v přímkové geometrii a jeho souvislost s Kummerovou plochou. V letech 1926–1930 pracoval jako asistent profesora Kloboučka na ČVUT, roku 1928 převzal přednášky po zemřelém učiteli Machytkovi. Suplování za nepřítomné učitele se věnoval i na přírodovědecké fakultě, v letech 1929–1930 absolvoval studijní pobyt na univerzitě v Göttingenu.
V letech 1930–1942 vyučoval na reálce v Karlíně. Ve školním roce 1937–1938 pobýval na studijním pobytu ve Florencii, kde se zabýval geometrií, diferenciálními a integrálními rovnicemi a přednášel o konformní geometrii. V roce 1939 habilitoval na Univerzitě Karlově z matematiky a geometrie. Od roku 1942 vyučoval deskriptivní geometrii na Střední umělecko-průmyslové škole v Praze.
V roce 1946 byl jmenován řádným profesorem matematiky s účinností od roku 1945 na Vysoké škole inženýrského stavitelství v Praze, kde od 1. října 1945 přednášel. Rovněž se stal přednostou I. ústavu matematiky. V roce 1950 sjednotil 10 ústavů matematiky a 2 ústavy deskriptivní geometrie do katedry matematiky. Působil jako vedoucí katedry matematiky a zároveň rektor. Přednášel rovněž na dalších vysokých školách (Vysoká škola uměleckoprůmyslová v Praze, Akademie výtvarných umění v Praze, Přírodovědecká fakulta UK). Zabýval se tvorbou učebnic, učebních plánů a osnov. Podílel se na reorganizaci Československé akademie věd a spolu s profesorem Ivo Babuškou na ustavení Matematického ústavu ČSAV. V roce 1956 mu byla udělena hodnost doktora fyzikálně-matematických věd. Zemřel 6. ledna 1958.

## Dílo
- Deskriptivní geometrie pro samouky, s Josefem Kounovským, 1. vydání 1949
- Matematická teorie pružnosti, s Ivo Babuškou a Karlem Rektorysem, 1. vydání 1955